# Zach Filkins
 (juin 2017).
Zach Filkins est un chanteur, guitariste et violoniste américain né le 15 septembre 1978 à Colorado Springs. Il fait partie du groupe de pop rock OneRepublic depuis 2003.

## Vie privée
En juin 2010, Zach et son épouse, Lindsay, ont accueilli un fils. Filkins parle couramment espagnol.